# 카를레스 푸지데몬
카를레스 푸지데몬 이 카자마조(카탈루냐어: Carles Puigdemont i Casamajó [ˈkaɾləs ˌpudʒðəˈmon i ˌkazəməˈʒo], 1962년 12월 29일 ~ )는 카탈루냐의 정치인이자 전 언론인이다. 지로나 전 시장을 2011년 7월 1일부터 2016년 1월 11일까지 5년 동안을 역임했고 카탈루냐 공화국 (2017년) 전 행정수반은 2017년 10월 27일부터 2017년 10월 30일까지 3일 동안을 역임했다.
카탈루냐 독립의 지지자이며 젊은 시절 이미 카탈루냐 유럽 민주당의 전신인 카탈루냐 민주 집중에 가입하였다. 저널리스트로 일하다가 2006년 카탈루냐 의회에 당선되며 본격적인 정치 경력을 시작했다. 2011년 지로나 시장이 되었고 2016년 1월 10일 함께 예를 위하여와 인민 통합 후보의 합의에 따라 카탈루냐 주정부의 수반이 되었다.
2017년 10월 1일 스페인 헌법재판소의 제지에도 불구하고 카탈루냐 독립투표를 진행했으며 2017년 10월 27일 카탈루냐 자치 정부가 스페인으로부터의 카탈루냐 독립선언을 하면서 카탈루냐 공화국 (2017년)의 수립을 선포했다. 즉시 스페인 중앙 정부는 스페인 헌법 제155조에 따라 카탈루냐 자치 정부에 대한 자치권 정지 결정을 내렸고, 2017년 10월 30일 푸지데몬은 스페인 당국의 사법 처리를 피하기 위해 킴 투라에 후임을 맡기고 카탈루냐 자치 정부에서 근무했던 자신의 동료들과 함께 벨기에로 피신하였다. 2018년 대법원에 의해 카탈루냐 의회 의원직이 정지되었다. 해외 도피 중 2019년 스페인 유럽 의회 선거에서 유럽 의원으로 당선되었다.

## 같이 보기
- 카탈루냐 독립선언